# Chiesa di San Venanzio (Copparo)
La chiesa di San Venanzio, citata anche come chiesa di San Venanzio martire, è una chiesa situata a Coccanile, piccolo centro abitato e frazione del comune di Copparo, in provincia di Ferrara.
Realizzata nel XVII secolo, sostituì la precedente, i cui resti vennero scoperti nei pressi del vicino canale Naviglio ai margini settentrionali dell'abitato, ed è, nella suddivisione territoriale della chiesa cattolica, collocata nel vicariato di Sant'Apollinare, a sua volta parte dell'Arcidiocesi di Ferrara-Comacchio, ed è sede arcipretale.

## Storia
La presenza di una chiesa situata nell'abitato è attestata sin dal 918, già sede parrocchiale e che in seguito assunse il titolo di pieve a partire dalla metà del XII secolo, dedicata a San Venanzio martire, ovvero Venanzio di Camerino. Citata più volte nei documenti delle visite pastorali, questa si ergeva al margine settentrionale dell'attuale abitato, come in fase di accertamento a seguito di lavori di consolidamento dell'alveo del canale Naviglio
Con la precedente struttura oramai irrimediabilmente compromessa, l'attuale edificio venne eretto per interessamento del parroco Giacomo de Giulius tra la fine del XVI e l'inizio del XVII secolo. Da un rapporto dell'allora arcivescovo di Ravenna Luca Torrigiani, si viene a conoscere che nel 1613 la costruzione della chiesa doveva essere ancora ultimata, con i lavori conclusi pochi anni più tardi con l'aggiunta di due cappelle laterali, non comprese nel progetto originario.
Sottoposta alla giurisdizione arcivescovile di Ravenna fino all'aprile 1966, venne in seguito aggregata all'Arcidiocesi di Ferrara nella cosiddetta pentapoli ferrarese, costituita dalle parrocchie storiche di Coccanile, Ambrogio, Cologna, Berra, Serravalle e quelle di più recente istituzione di Contane e Sant'Apollinare, che costituivano una enclave ravennate in territorio ferrarese perdendo il titolo di parrocchia ma mantenendo quella di chiesa arcipretale.

## Descrizione

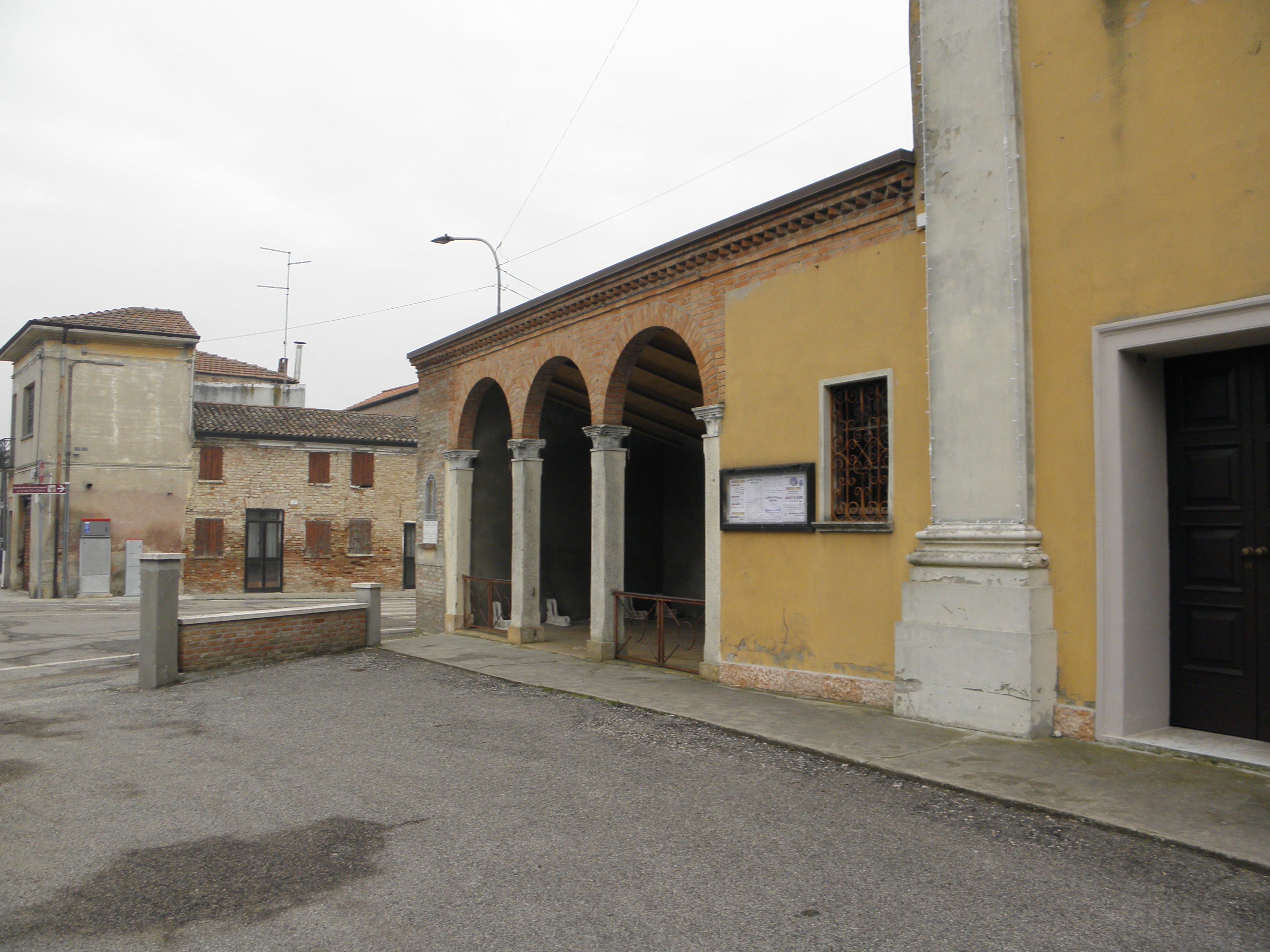
La loggia.

La chiesa di San Venanzio si erge in posizione centrale nell'abitato di Coccanile, con il classico orientamento sull'asse Est-Ovest, ovvero con l'abside a oriente e la facciata a occidente.
La classica facciata a capanna è caratterizzata dalla presenza di quattro paraste che presentano al loro vertice capitelli dorici che sorreggono, oltre a un architrave e una trabeazione, il frontone, di forma triangolare e con una semplice cornice. Nella sezione centrale è presente il portale principale e, più in alto, un rosone, mentre nelle due sezioni laterali sono presenti due portali minori e due nicchie spoglie. Completano il complesso una loggia sita sulla parte sinistra, dove è anche presente un'edicola con Vergine greca a bassorilievo, la casa canonica addossata sulla parte destra e il campanile di gusto romanico.
L'interno, a una sola navata, presenta quattro cappelle laterali dove sono presenti altrettanti altari impreziositi da un crocefisso e da statue di Cristo e dei santi a loro dedicati. Tra le opere di pregio che vennero ospitate nella chiesa si cita una grande tela dell'Annunciazione, di autore ignoto, donata dal latifondista conte Giuseppe Aventi.